# Pilea leptogramma
Pilea leptogramma es una especie de planta del género Pilea, perteneciente a la familia Urticaceae.

## Taxonomía
Pilea leptogramma fue descrita por Ignatz Urban en 1924.

## Distribución
Se encuentra en el territorio de República Dominicana.